# Чудесан свет једног дневника
Чудесан свет једног дневника је позоришна представа коју су режирао и написао Јован Ристић.
Представа је реализована у продукцији позоришта ДАДОВ, као четрнаеста премијера омладинског позоришта.
Премијерно приказивање било је 8. фебруара 1962.
Музички сарадник на представи био је Владимир Вучковић. Техничко вођство на представи је радио Владимир Путник.

## Улоге
| Лица    | Глумци                                                    |
| ------- | --------------------------------------------------------- |
| Јансен  | Момчило Баљак                                             |
| Франц   | Јован Ристић Србољуб Милин Иван Јанковић Љубомир Мирковић |
| Студент | Венцислав Радовановић                                     |
| Сами    | Милан Буњевац                                             |
| Жена    | Слободанка Јовичић                                        |
| Муж     | Михајло Бурмазовић                                        |
| Песник  | Милан Грубор                                              |